# Nueve de Nueve Teatro
Nueve de Nueve Teatro es una compañía de teatro española, originaria de Aragón, fundada en 2010 por los actores Laura Gómez-Lacueva, Hernán Romero, Carmen Barrantes y Jorge Usón.

## Trayectoria
La compañía debutó con el espectáculo Al dente (2010), crónica generacional de unos antiguos amigos universitarios que, tras años sin verse, quedan para cenar. Obra dirigida y escrita por Alberto Castrillo-Ferrer, participó en varias ferias nacionales y promovió una gira que terminó en el Teatro Fernán Gómez de Madrid en 2014.
A partir del año 2013 distribuyeron Cabaré de caricia y puntapié, de Alberto Castrillo-Ferrer, junto a la compañía productora original El gato negro. Este espectáculo musical de creación colectiva, en torno a las canciones de Boris Vian, realizó una amplia gira nacional y argentina y fue ganador del premio a Mejor espectáculo musical o lírico de la XIII edición de los Premios Max de las artes escénicas 2010.
En 2016 produjeron La extinta poética, obra escrita por el dramaturgo Eusebio Calonge y dirigida por Paco de la Zaranda, siendo la primera vez que trabajan fuera de su propia compañía. El reparto lo formaron Carmen Barrantes, Laura Gómez-Lacueva, Rafael Ponce e Ingrid Magrinyá. Se estrenó en el Teatro Principal de Zaragoza e hizo temporada con prórroga en el Teatro Español de Madrid en 2017. Cosechó un gran éxito de crítica y público en el Festival Internacional de Teatro de Manizales (Colombia) y resultó elegida en MAPAS (Mercado de las Artes Performativas del Atlántico Sur) como una de las mejores 30 propuestas, entre más de 1.200 aspirantes. Realizó giras en Miami, Teatro Solís de Uruguay y Teatro del Picadero en Buenos Aires, ciudad esta última en la que fue distinguida por el diario La Nación como uno de los 10 mejores espectáculos de 2019.
En 2018 estrenaron Con lo bien que estábamos (Ferretería Esteban) en el Teatro Principal de Zaragoza, durante las Fiestas del Pilar. Contaron con José Troncoso para la dramaturgia y la dirección escénica y con Mariano Marín para la composición musical. La producción ejecutiva corrió a cargo de Amelia Hernández. Celebraron 11 funciones y la vieron más de 6.000 espectadores. En septiembre de 2020 fue la obra elegida para arrancar la temporada del Teatro Español de Madrid, en su sala principal, después de 6 meses sin funciones por el confinamiento derivado de la pandemia de COVID-19. Fue distinguida por El Cultural de El Mundo como el mejor espectáculo del año a nivel nacional. En los Premios Max 2021 obtuvo los correspondientes a Mejor composición musical y a la Mejor labor de producción, contando con una nominación más a Mejor espectáculo musical.
En febrero de 2020 estrenaron en el Teatro del Mercado de Zaragoza La tuerta, ópera prima de Jorge Usón como escritor y director escénico, una pieza hecha a medida para la actriz granadina María Jáimez.